# Alastair McIntyre
Alastair McIntyre (* 2. April 1927 in Oxfordshire; † 1. Mai 1986 in London) war ein britischer Filmeditor und Tongestalter, der in seiner rund 25-jährigen Laufbahn über 30 Kino-Produktionen betreute. Darunter moderne Klassiker des internationalen Kinos wie Ekel, Tanz der Vampire, Die Gräfin und ihr Oberst, Macbeth oder Tess.

## Leben und Karriere
Alastair McIntyre, geboren 1927 in der Grafschaft Oxfordshire, begann seine Laufbahn 1955 zunächst als Tongestalter. Seine erste Produktion war Basil Deardens Kriminalfilm The Ship That Died of Shame. In der nächsten Dekade folgten Arbeiten für Regisseure wie Charles Frend, Charles Crichton, Leslie Norman, Guy Green, Jack Clayton, Sidney Gilliat, Robert Asher, Anthony Asquith oder Bryan Forbes.
Im Jahr 1962 wechselte er vom Ton- zum Filmschnitt. Dort entstanden Beiträge als Editor für Kinoproduktionen wie Endstation 13 Sahara von Seth Holt (1962), Das Grauen auf Black Torment von Robert Hartford-Davis (1964) oder Die Gräfin und ihr Oberst unter der Regie von Jerzy Skolimowski (1970). Darüber hinaus arbeitete er mit seinem Freund dem Regisseur Roman Polanski an sechs gemeinsamen Filmen. Darunter Ekel (1965), Wenn Katelbach kommt… (1965), Tanz der Vampire (1965), Macbeth (1971) oder Was? (1972). Seine letzte Arbeit für Polanski war der Film Tess aus dem Jahre 1979 mit Nastassja Kinski in der Hauptrolle. 
Danach beendete McIntyre seine Filmkarriere. Im Mai 1986 verstarb Alastair McIntyre im Alter von 59 Jahren in London.

## Filmografie (Auswahl)
| - 1963: Endstation 13 Sahara (Station Six-Sahara) - 1964: Saturday Night Out - 1964: Das Grauen auf Black Torment (The Black Torment) - 1965: Ekel (Repulsion) - 1966: Wenn Katelbach kommt… (Cul-de-sac) - 1967: Tanz der Vampire (The Fearless Vampire Killers) - 1968: A Twist of Sand - 1969: Ein Jahr als Robinson (My Side of the Mountain) - 1970: Die Gräfin und ihr Oberst (The Adventures of Gerard) - 1971: Macbeth (The Tragedy of Macbeth) - 1972: Was? (Che?) - 1979: Tess | - 1955: The Ship That Died of Shame - 1956: Who Done It? - 1956: Engel des Alltags (The Feminine Touch) - 1956: Der lange Arm (The Long Arm) - 1957: Versuchsmaschine CB 5 (The Man in the Sky) - 1957: Kostbare Bürde (The Shiralee) - 1957: Kapitän Seekrank (Barnacle Bill) - 1958: Dünkirchen (Dunkirk) - 1958: Die schwarzen Teufel von El Alamein (Sea of Sand) - 1958: Gejagt (Nowhere to Go) - 1959: Der Weg nach oben (Room at the Top) - 1959: Der Wahlk(r)ampf (Left Right and Centre) - 1959: Dicke Luft und heiße Liebe (SOS Pacific) - 1959: This Other Eden - 1960: Zorniges Schweigen (The Angry Silence) - 1960: Ein Nerz an der Angel (Make Mine Mink) - 1960: Die Millionärin (The Millionairess) - 1961: Mr. Topaze - 1961: ...woher der Wind weht (Whistle Down the Wind) - 1962: Hypno (Night of the Eagle) - 1962: Der Todeskandidat (The Quare Fellow) - 1964: Clash by Night |